# Садамичи Каџиока
Садамичи Каџиока ({{јез-јап|梶岡 定道; 18. мај 1891 — 12. септембар 1944) је био адмирал у Јапанској царској морнарици током Другог светског рата. Командовао је јапанским снагама ангажованим у бици за острво Вејк.

## Рани Период
Каџиока је родом из префектуре Ехиме, у Јапану. Дипломирао је 1911. године у 39. класи царске јапанске поморске академије, као шести од 138 кадета. Као подофицир служио је на оклопним крсташима „Асо“ и „Токива“, а након унапређења у чин „енсајн“ (еквивалент: потпоручник), прешао је на крстарицу „Акицушима“. Обучивши се за навигатора, унапређен је у чин поручника (поручника Фрегате), и постављен за главног официра за навигацију на лаким крстарицама „Кисо“ и „Чикума“, и оклопном крсташу „Касуга“. Каџиока је 1924. године унапређен у чин поручника бојног брода, и почео да служи као главни официр за навигацију на оклопном крсташу „Азама“, тешкој крстарици „Начи“ и бојном броду „Муцу“.
Каџиока је добио своју прву команду над ратним бродом 1. децембра 1935. године — на лакој крстарици „Нагара“ — чим је унапређен у чин капетана (фрегате). Касније је командовао оклопним крсташем „Касуга“ и лаком крстарицом „Кисо“.
Унапређен је у чин контраадмирала 15. новембра 1940. године.

## Други светски рат
На почетку Пацифичког рата, Каџиока командује десантним снагама које је требало да заузму острво Вејк, и биле су састављене од: 18. дивизије крстарица (Тенрју, Тацута и Јубари), 29. дивизије разарача (Хајате и Оите), 30. дивизије разарача (Кисараги, Мочизуки, Муцуку и Јајои) и транспортних бродова, на коима се налазила 2. „Маизуру“ морнаричка десантна јединица.
Потпуно сигуран да је одбрана ослабљена услед ваздушног бомбардовања, његове снаге које су се превише приближиле острву, трпе велике губитке, у првом покушају заузимања острва, те су стога присиљене на повлачење. Малобројна одбрана острва, наоружана са свега неколико топа, потапа разараче Хајате и Кисараги, а крстарицу Јубари погађају са 11 пројектила.
Други покушај заузимања острва Вејк, потпомогнут тешким крстарицама и носачима авиона Сорју и Хирју, био је успешан.
Каџиока је затим постављен на место команданта инвазионих снака, које је требало да се искрцају код места Лае на Новој Гвинеји, марта 1942. године, Он једва избегава катастрофу, када је Америчка морнарица отпочела контра-напад преко Овен Стенли области, оштећујући многе бродове инвазионе флоте, премда су трупе и снабдевања већ биле искрцане.
Касније у бици у Коралном мору, маја 1942. године, Каџиока командује инвазионим снагама које је требало да заузму Порт Морезби. Међутим инвазија је отказана пре него што су трупе биле искрцане. Каџиока се враћа у Јапан, где је послат у резерву, од краја 1942. до почетка 1944. године. Он је реактивиран, и добија 8. априла 1944. године, команду над 6. ескортном дивизијом разарача.
Каџиока гине 12. септембра 1944. године, када његов разарач Шикинами торпедује и потапа америчка подморница Граулер, источно од острва Хајнан. Он је пстхумно унапређен у чин вицеадмирала.